# Pylaisiaceae
Pylaisiaceae, porodica pravih mahovina u redu Hypnales. Postoji pdesetak priznatih rodova
Rod je opisan 1860.

## Rodovi
1. Aquilonium Hedenäs, Schlesack & D. Quandt
2. Buckia D. Ríos, M.T. Gallego & J. Guerra
3. Callicladium H. A. Crum
4. Calliergonella Loeske
5. Calliergonellopsis J.Kučera & Ignatov
6. Giraldiella Müll. Hal.
7. Homomallium (Schimp.) Loeske
8. Lignocariosa Hedenäs, Schlesack & D. Quandt
9. Pseudohygrohypnum Kanda
10. Pseudostereodon (Broth.) M. Fleisch
11. Ptilium De Not.
12. Pylaisia (Brid.) Schimp.
13. Roaldia P.E.A.S Câmara & Cara.-Silva